# Thomson-szórás
Az atomfizikában Thomson-szórás (TS) elektromágneses sugárzásnak szabad részecskén (főleg elektronon) való szóródását jelenti. A Thomson-szórásnak számos felhasználási területe létezik, az asztrofizikában mint plazmadiagnosztikai eszköz. A plazmafizikában máig tart a TS alkalmazhatósági módszereinek vizsgálata, például parametrikus instabilitások folyamatainak tanulmányozása terén.

## Fizikai leírása

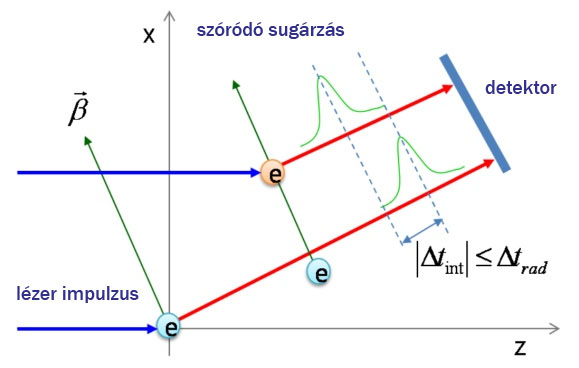
Relativisztikus nemlineáris Thomson-szórás sematikus ábrája

Adott egy töltött részecskén szóródó elektromágneses hullám, amelynek elektromos és mágneses komponense Lorentz-erőt fejti ki az adott részecskére, melynek mozgási energiát ad át. A sugárzás energiájának egy része az elektron mozgási energiáját növeli, illetve sugárzást bocsát ki. Tekintsünk egy lineárisan polarizált, monokromatikus hullámot, amely adott Q töltésű részecskén szóródik. Ekkor a hullám E komponensének nagysága: 
{\displaystyle E=\epsilon E_{0}e^{i(kr-\omega t)}\,,}
ahol ε a polarizációs vektor, k a hullámszám-vektor (ahol ke = 0). A folyamatban feltételezzük, hogy a részecske sebessége mindvégig nemrelativisztikus marad, ami feltétlen szükséges ahhoz hogy a Lorentz-erő mágneses komponensétől el tudjunk tekinteni. A töltött részecske mozgásegyenlete:
{\displaystyle {\bar {f}}={\bar {q}}E=m{\frac {\partial }{\partial t}}s\,,}
ahol m a részecsketömeg, s a részecske elmozdulása. A nemrelativisztikus, töltött részecske által egységnyi térszögbe kibocsátott sugárzás energiáját a következő összefüggés adja meg: 

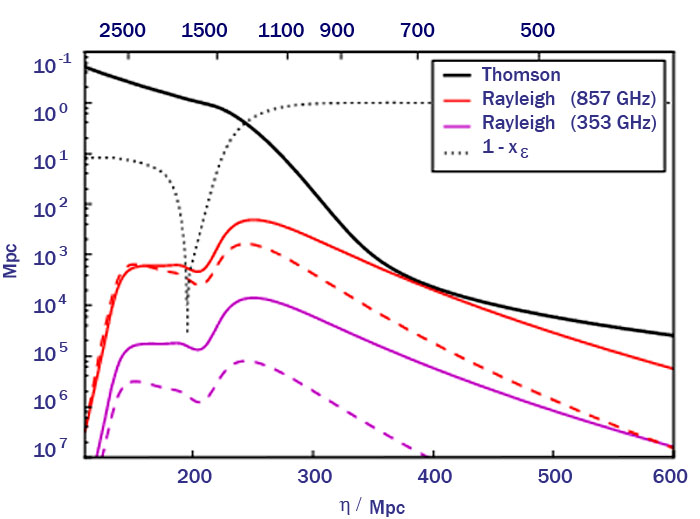
Opacitási adatok Thomson- és Rayleigh-szórás esetén a kozmológiai idő függvényében

{\displaystyle {\frac {\partial P}{\partial \Omega }}={\frac {Q^{2}\langle s''\rangle }{16\pi ^{2}\epsilon _{0}c^{3}}}sin^{2}\theta =r_{0}^{2}sin^{2}\varphi \,,}
ahol {\textstyle r_{0}={\frac {e^{2}}{4\pi \epsilon _{0}mc^{2}}}}. A beeső hullám fluxusát az effektív Poynting-vektorból képezhetjük, amely definíciószerűen {\displaystyle S=E\times B}. A fentiekből némi átalakítással eljuthatunk a szórás egy fontos tulajdonságához, nevezetesen a szórási hatáskeresztmetszethez, amelyet a Thomson-szórás esetén Thomson-hatáskeresztmetszetnek neveznek: 
{\displaystyle \sigma ={\frac {8\pi }{3}}r_{0}^{2}\,.}
A Thomson-szórás spektrumának általános képét rendszerint a hőmérséklet és a θ szórási szög határozza meg. Igazolt, hogy alacsony hőmérsékletű Thomson-szórás esetén a spektrális szélesség a hőmérséklet négyzetgyökével arányos: 
{\displaystyle {\frac {\Delta \lambda _{sz}}{\lambda _{0}}}={\frac {2sin(\theta /2)}{c}}{\sqrt {\frac {2k_{b}T_{e}}{m_{e}}}}\,.}